# 14789 GAISH
14789 GAISH (1969 TY1) és un asteroide del cinturó principal descobert el 8 d'octubre de 1969 per Liudmila Txernikh a l'Observatori Astrofísic de Crimea.